# Dhandhuka
Dhandhuka là một thành phố và khu đô thị của quận Ahmadabad thuộc bang Gujarat, Ấn Độ.

## Địa lý
Dhandhuka có vị trí 22°22′B 71°59′Đ / 22,37°B 71,98°Đ Nó có độ cao trung bình là 24 mét (78 feet).

## Nhân khẩu
Theo điều tra dân số năm 2001 của Ấn Độ, Dhandhuka có dân số 29.555 người. Phái nam chiếm 52% tổng số dân và phái nữ chiếm 48%. Dhandhuka có tỷ lệ 66% biết đọc biết viết, cao hơn tỷ lệ trung bình toàn quốc là 59,5%: tỷ lệ cho phái nam là 75%, và tỷ lệ cho phái nữ là 57%. Tại Dhandhuka, 13% dân số nhỏ hơn 6 tuổi.